# Biotopo La Rocchetta
Il Biotopo La Rocchetta è un'area naturale protetta del Trentino-Alto Adige istituita nel 1992.
Occupa una superficie di 88,86 ha all'imbocco della Val di Non, nella Provincia autonoma di Trento.

## Fauna
Il tipo di fauna più rappresentato nel biotopo è l'avifauna. Sono presenti esemplari di germano reale, piro piro piccolo, cutrettola, merlo acquaiolo, martin pescatore e ballerina gialla. Da notare la nidificazione accertata e portata a termine per la prima volta in Trentino di una coppia di pendolini. In migrazione sono stati osservati esemplari di alzavola, fischione e oca granaiola.